# Ормонд-бай-те-Біч (Флорида)
Ормонд-бай-те-Біч (англ. Ormond-by-the-Sea) — переписна місцевість (CDP) в США, в окрузі Волусія штату Флорида. Населення — 7312 особи (2020).

## Географія
Ормонд-бай-те-Біч розташований за координатами 29°20′36″ пн. ш. 81°4′7″ зх. д. / 29.34333° пн. ш. 81.06861° зх. д. (29.343284, -81.068605).  За даними Бюро перепису населення США в 2010 році переписна місцевість мала площу 5,22 км², з яких 5,21 км² — суходіл та 0,01 км² — водойми.

## Демографія
Згідно з переписом 2010 року, у переписній місцевості мешкало 7406 осіб у 3798 домогосподарствах у складі 2067 родин. Густота населення становила 1420 осіб/км².  Було 5901 помешкання (1131/км²).
Расовий склад населення:
| - 96,9 % — білих - 0,8 % — чорних або афроамериканців - 0,6 % — азіатів - 0,3 % — корінних американців - 0,1 % — вихідців з тихоокеанських островів |

До двох чи більше рас належало 0,8 %. Частка іспаномовних становила 3,3 % від усіх жителів.
За віковим діапазоном населення розподілялося таким чином: 11,4 % — особи молодші 18 років, 57,1 % — особи у віці 18—64 років, 31,5 % — особи у віці 65 років та старші. Медіана віку мешканця становила 55,1 року. На 100 осіб жіночої статі у переписній місцевості припадало 90,5 чоловіків;  на 100 жінок у віці від 18 років та старших — 88,3 чоловіків також старших 18 років.
Середній дохід на одне домашнє господарство  становив 58 831 долар США (медіана — 39 579), а середній дохід на одну сім'ю — 72 143 долари (медіана — 52 951). Медіана доходів становила 40 349 доларів для чоловіків та 29 148 доларів для жінок. За межею бідності перебувало 16,5 % осіб, у тому числі 25,9 % дітей у віці до 18 років та 10,1 % осіб у віці 65 років та старших.
Цивільне працевлаштоване населення становило 2908 осіб. Основні галузі зайнятості: освіта, охорона здоров'я та соціальна допомога — 21,0 %, мистецтво, розваги та відпочинок — 15,9 %, науковці, спеціалісти, менеджери — 12,2 %, роздрібна торгівля — 11,7 %.